# Indonezyjska Giełda Papierów Wartościowych
Indonezyjska Giełda Papierów Wartościowych (indonez. Bursa Efek Indonesia – BEI, ang. Indonesia Stock Exchange – IDX) – giełda papierów wartościowych w Indonezji; zlokalizowana w stolicy kraju – Dżakarcie.
Giełda w obecnym kształcie powstała w 2007 roku na skutek połączenia giełdy dżakarckiej z giełdą w Surabai.